# Soiuz MS-05
Soiuz MS-05 és un vol espacial mitjançant la Soiuz que va ser llançat el 28 de juliol de 2017. Va transportar tres membres de l'Expedició 52 a l'Estació Espacial Internacional. MS-05 va ser el 134è vol d'una nau Soiuz. La tripulació va ser formada per un comandant rus, un enginyer de vols europeu i un d'americà.

## Tripulació
| Posició           | Tripulant                                             | Tripulant                                             |
| ----------------- | ----------------------------------------------------- | ----------------------------------------------------- |
| Comandant         | Sergey Ryazansky, RSA Expedició 52 Segon vol espacial | Sergey Ryazansky, RSA Expedició 52 Segon vol espacial |
| Enginyer de vol 1 | Paolo Nespoli, ESA Expedició 52 Tercer vol espacial   | Paolo Nespoli, ESA Expedició 52 Tercer vol espacial   |
| Enginyer de vol 2 | Randy Bresnik, NASA Expedició 52 Segon vol espacial   | Randy Bresnik, NASA Expedició 52 Segon vol espacial   |

### Tripulació de reserva
| Posició           | Tripulant               | Tripulant               |
| ----------------- | ----------------------- | ----------------------- |
| Comandant         | Alexander Misurkin, RSA | Alexander Misurkin, RSA |
| Enginyer de vol 1 | Mark Vande Hei, NASA    | Mark Vande Hei, NASA    |
| Enginyer de vol 2 | Norishige Kanai, JAXA   | Norishige Kanai, JAXA   |